# Haute-Normandie
Haute-Normandie từng là một vùng của nước Pháp, bao gồm hai tỉnh: Eure và Seine-Maritime. Thủ phủ của vùng này là thành phố Rouen. Ngày 1 tháng 1 năm 2016, Haute-Normandie và Basse-Normandie hợp nhất thành một vùng mang tên Normandie.

## Lịch sử
Nó được tạo ra vào năm 1956 từ hai tỉnh: Seine-Maritime và Eure, khi Normandie được chia thành Hạ Normandie (Basse-Normandie) và Thượng Normandie (Haute-Normandie). Bộ phận này tiếp tục gây tranh cãi, và nhiều người tiếp tục kêu gọi hai khu vực phải đoàn tụ. Hai khu vực cuối cùng được sáp nhập vào ngày 1 tháng 1 năm 2016. Tên Thượng Normandie đã tồn tại trước năm 1956 và được gọi theo truyền thống đến các lãnh thổ hiện đang nằm trong vùng hành chính: Pays de Caux, Pays de Bray (không phải của Picardy), Roumois, Campagne của Le Neubourg, Plaine de Saint-André và Norman Vexin. Ngày nay, hầu hết Pays d'Auge, cũng như một phần nhỏ của Pays d'Ouche, được đặt tại Hạ Normandie. Rouen và Le Havre là những trung tâm đô thị quan trọng.